# Nostoc commune
Nostoc commune — вид ціанобактерій родини Nostocaceae.

## Поширення
Космополіт. Зустрічається у багатьох країнах світу. Він здатний вижити в екстремальних умовах у полярних регіонах і посушливих районах. Утворює наземні або прісноводні колонії на ґрунті, камені, серед мохів, у солонуватій воді, на рисових полях тощо.